# Psychotria sambucina
Psychotria sambucina är en måreväxtart som beskrevs av Heinrich Friedrich Link och Schult.. Psychotria sambucina ingår i släktet Psychotria och familjen måreväxter. Inga underarter finns listade i Catalogue of Life.